# Am Dafok
Am Dafok, également orthographié Am Dafock,est un village de la préfecture de la Vakaga en République centrafricaine (RCA). La ville est située du côté centrafricain de la frontière avec le Soudan ; du côté soudanais de la frontière se trouve la ville Um Dafuq, ⁣dans l'État du Darfour du Sud.
Selon le recensement de 2003, Am Dafok compte 2 915 habitants, mais en 2023, le village abrite des milliers de réfugiés fuyant à la fois la guerre civile en République centrafricaine et le conflit soudanais.

## Histoire
En 1962, Am Dafok compte 338 habitants. Après l’indépendance du Soudan du Sud en 2011, la route qui traverse Am Dafok devient le seul poste frontière entre la RCA et le Soudan.

### Conflit
La préfecture de Vakaga, où se trouve Am Dafok, est le théâtre d'importants combats dans le cadre de la guerre civile en République centrafricaine.
Le 14 octobre 2019, Am Dafok est capturé par le Mouvement des libérateurs centrafricains pour la justice. Le 16 décembre, elle est reprise par le Front populaire pour la renaissance de la République centrafricaine.
Des éléments armés Messirias sont fortement présents à Am Dafok. Selon un rapport de 2021 du Conseil de sécurité des Nations Unies, les forces Messirias se livrent à des taxations illégales à Am Dafok. Le 3 février 2021, les forces Messirias attaquent un convoi humanitaire à Am Dafok. À cette époque, une mission sur le terrain de la MINUSCA constate que les forces Messirias ont renforcé leur contrôle le long de la frontière avec le Soudan. Près d'Am Dafok et à proximité de la frontière soudanaise, des éléments armés Messirias attaquent une patrouille des forces de défense nationale le 16 avril. L'attaque, survenue à proximité d'Am-Sissia, tue trois personnes et en blesse quatre autres. Le 12 mai, des soldats des forces de défense nationale stationnés à Am Dafok partent pour Birao, à la suite des menaces persistantes des milices locales. Ce soir-là, leur convoi tombe dans une embuscade lors d'une attaque qui blesse deux personnes. Le Conseil de sécurité des Nations Unies présume que l'attaque est menée par des éléments armés Messirias près de Dongore.
Dans les semaines qui suivent le déclenchement du conflit soudanais de 2023, près de 10 000 personnes fuient le Soudan vers Am Dafok.

## Géographie
Le petit village est situé à la frontière des prairies africaines et du désert du Sahara et se trouve dans une zone subtropicale du continent. Am Dafok se trouve dans une zone sujette aux inondations et connaît une saison des pluies pendant les mois d'été.

Préfecture de Vakaga, où se trouve Am Dafok.

## Éducation
Le village dispose de deux écoles. L'une des écoles est incendiée pendant la guerre civile.

## Santé
Am Dafok dispose d'un centre de santé.